# ベルント・T・マティアス賞
ベルント・T・マティアス賞（Bernd T. Matthias Prize）は、超伝導の重要な側面に革新的な貢献をした研究者に授与される物理学の賞。

## 概要
ベルント・T・マティアス賞はベルント・T・マティアスの友人や同僚によって作成されたベル研究所によって1989年以来授与されている。
2000年以来、この賞はヒューストン大学 (英語) の超伝導技術センター (Texas Center for Superconductivity) が主催している。 賞金は$5,000ドルと特別なフレーム付きの証明書（ディプロマ）で構成される。

## 受賞者
| 年度   | 受賞者名                                                            | 国籍                          |
| ------ | ------------------------------------------------------------------- | ----------------------------- |
| 1989年 | セオドア・H.・ゲバレ (英語)                                         | アメリカ合衆国                |
| 1991年 | 前田浩 (物理学者) 十倉好紀                                          | 日本                          |
| 1994年 | 朱経武 (英語) バーナード・ラヴァウ (フランス語) 呉茂昆 (英語)       | 台湾 フランス 台湾            |
| 1997年 | バートラム・バトログ ロバート・カヴァ (英語)                        | オーストラリア アメリカ合衆国 |
| 2000年 | M・ブライアン・メイプル (英語)                                      | アメリカ合衆国                |
| 2003年 | 秋光純                                                              | 日本                          |
| 2006年 | フランク・ステッリッヒ (英語)                                       | ドイツ                        |
| 2009年 | 前野悦輝 細野秀雄                                                   | 日本                          |
| 2012年 | イワン・ボゾビッチ ダーク・ヨーレント ジェームズ・N・エックスタイン | ドイツ アメリカ合衆国 ドイツ  |
| 2015年 | 陳仙輝 (英語) ザカリー・フィスク 趙忠賢 (英語)                      | 中国 アメリカ合衆国 中国      |
| 2018年 | 清水克哉                                                            | 日本                          |
| 2022年 | ミハイル・エレメッツ (英語)                                         | ベラルーシ                    |